# Đảng Cộng sản Áo
Đảng Cộng sản Áo (tiếng Đức: Kommunistische Partei Österreichs, KPÖ) là một đảng cộng sản hoạt động ở Áo.  Được thành lập vào năm 1918 với tên gọi Đảng Cộng sản Đức-Áo (KPDÖ), đây là một trong những đảng cộng sản lâu đời nhất thế giới. KPÖ từng bị cấm trong giai đoạn từ 1933 đến 1945 dưới chế độ phát xít Áo và chính quyền Đức Quốc xã ở Áo sau sự kiện Anschluss năm 1938.
Đảng hiện giữ hai ghế Landtag (hội đồng lập pháp bang) ở Styrian và bốn ghế ở Salzburg , nhưng chưa có đại diện trong Hội đồng Quốc gia (Nationalrat, Quốc hội liên bang Áo) từ năm 1959. Trong cuộc bầu cử lập pháp tổ chức vào ngày 29 tháng 9 năm 2019, đảng chỉ giành được 0,7% số phiếu bầu (32.736 trên tổng số 4.835.469), thấp hơn nhiều so với mức tối thiểu 4% để giành được ghế trong Hội đồng Quốc gia. Ở cấp địa phương, KPÖ đã giữ ghế thị trưởng Graz, thành phố lớn thứ hai của Áo, kể từ năm 2021 và giữ hơn 130 ghế trong các hội đồng quận và thành phố trên toàn quốc.

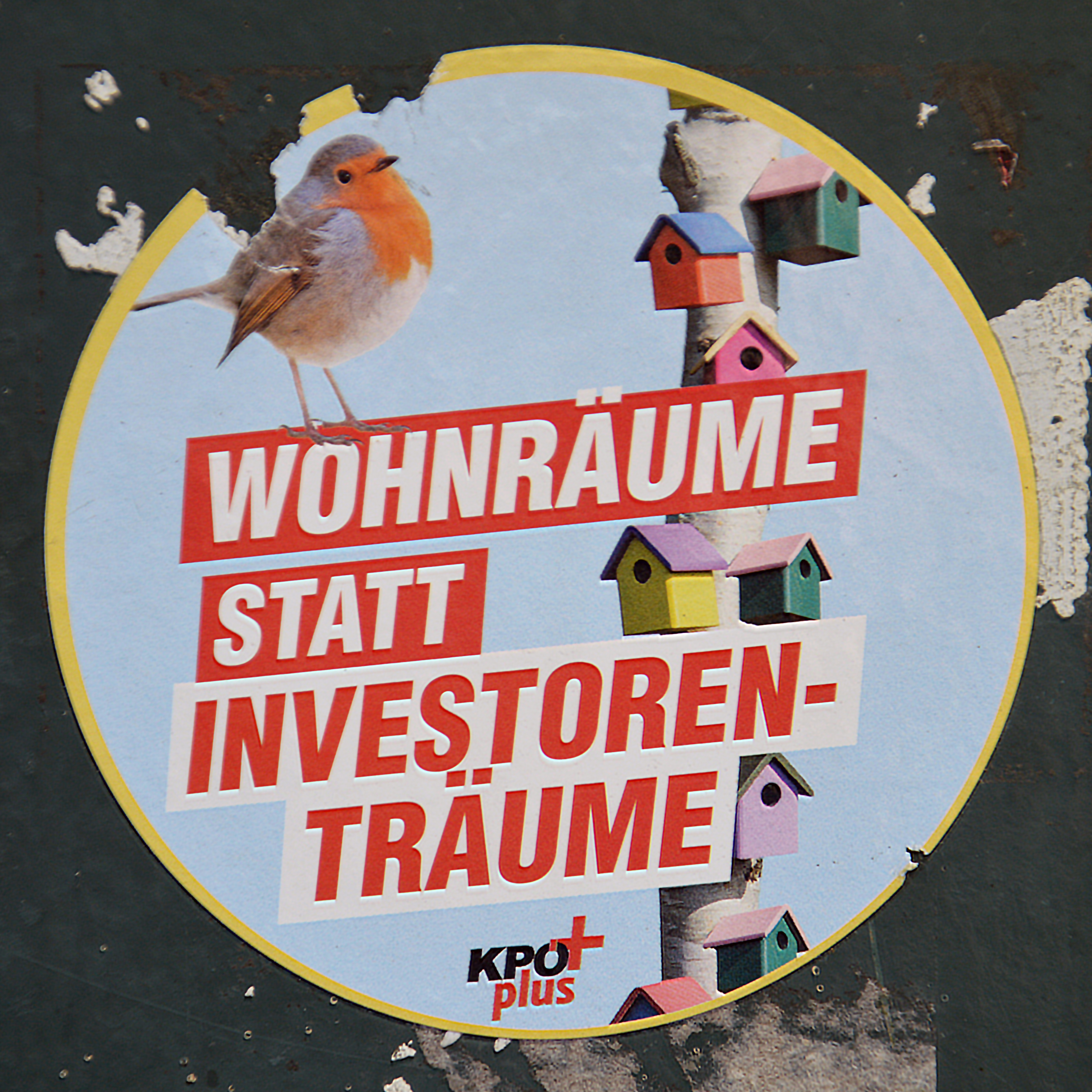
Nhãn dán KPÖ ủng hộ "không gian sống thay vì giấc mơ của nhà đầu tư", được thấy ở Salzburg vào năm 2023.